# 轟炸魯爾水壩記
《轟炸魯爾水壩記》（英語：The Dam Busters，又譯《敵後大爆破》）是於1955年上映的英國戰爭片，本片根據二战期间英国皇家空军的惩戒行动改編，由於本片故事是一連串軍事機密的秘密作戰，所以並沒有很詳細。西元2001年重拍此部經典電影，導演為喬納森·馬丁。

## 劇情概要
第二次世界大戰期間，英國皇家空軍的617中隊负责轟炸位於德國的魯爾的索佩水壩。巴恩斯博士為了研發彈跳炸彈而花了不少心力與時間，多次的失敗沒能讓博士鬆懈，終於成功的製造出彈跳炸彈。另一方面，終於結訓的617中隊將使用新武器出任務，飛行員們各各興奮不已。
到了夜晚，617中隊終於抵達水壩和德軍基地附近，德國守軍猛烈對空砲擊，一路上劫難重重，雙方一番激戰之後，投下的彈跳炸彈順利穿越了魚雷網，成功的擊潰索巴大水壩，魯爾市汪洋一片，任務結束後，隊長蓋伊吉布森也為在此作戰犧牲的弟兄默哀。

## 備註
本片是演員勞勃·蕭的第一部電影。

## 演員
- 李察·托特飾演 蓋伊吉布森
- 邁克爾·雷德格雷夫飾演巴恩斯·沃利斯博士
- 巴西爾·悉尼飾演阿瑟哈里斯爵士
- 烏蘇拉·金斯飾演莫莉瓦利斯夫人
- 歐內斯特·克拉克飾演拉爾夫科克倫
- 勞倫斯奈·史密斯飾演農民
- 勞勃·蕭飾演飛官J.普爾福德

## 獎項

### 入圍
- 第28屆奧斯卡金像獎（1956年）

- 「最佳特殊效果獎」

- 第9屆英國電影學院獎（英语：9th British Academy Film Awards）（1956年）

- 「最佳電影獎」
- 「最佳英國電影獎」
- 「最佳英國劇本獎」：R. C. 沙里夫

## 來源
1. ↑  The China Mail, November 30, 1955, Page 2
2. ↑  《華僑日報》，1955年11月30日，第4張第2頁
3. ↑  《工商日報》，1955年11月30日，第7頁